# Piaye écureuil
Piaya cayana
Espèce
Répartition géographique
Statut de conservation UICN

 LC  : Préoccupation mineure
Le Piaye écureuil (Piaya cayana) est une espèce d'oiseau de la famille des Cuculidae.

## Description

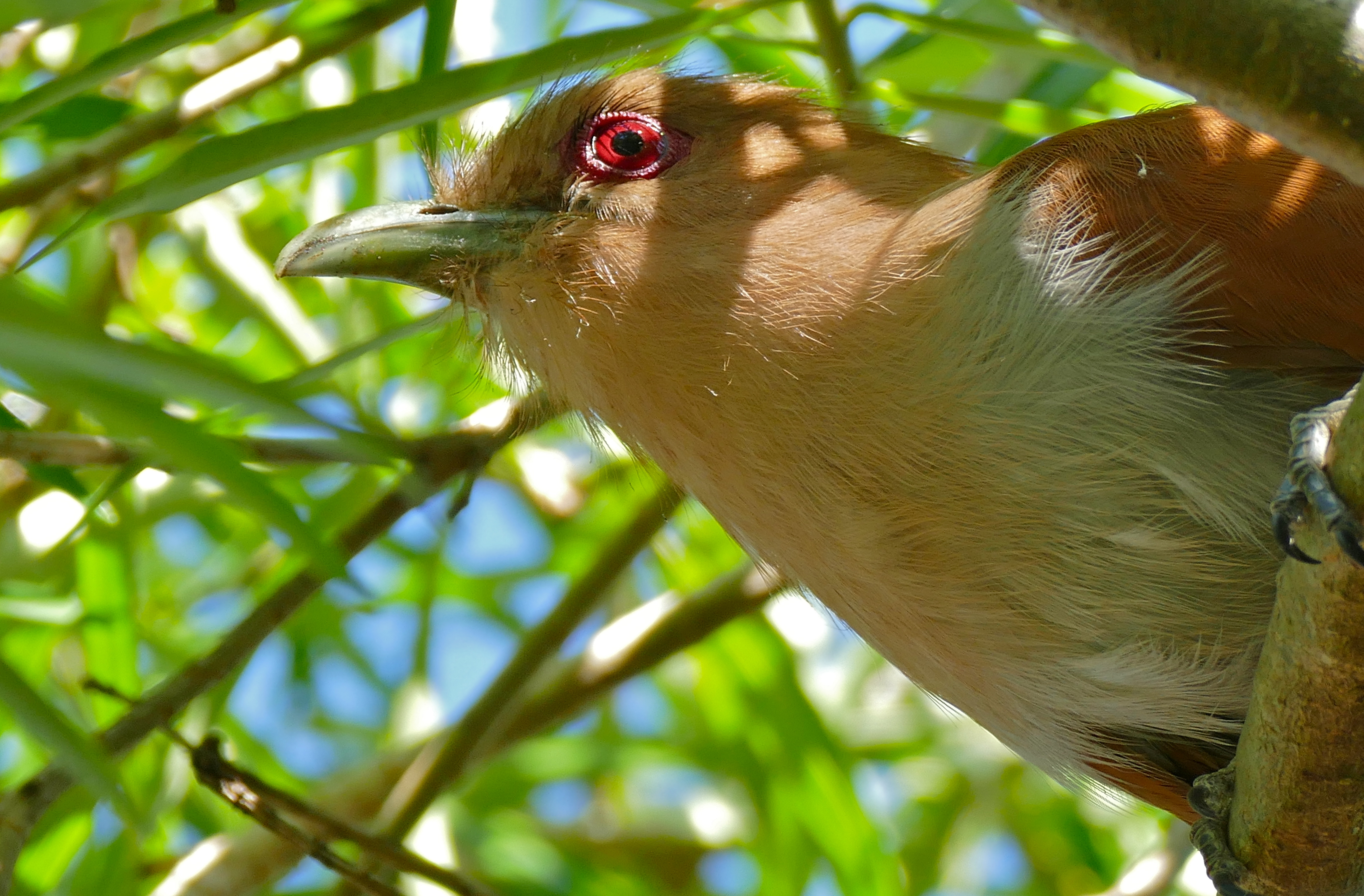
Détail de la tête

Cet oiseau mesure environ 46 cm de longueur. Il présente un plumage roux clair au niveau de la tête, du dos et des ailes. Le dessous du corps est blanchâtre. Sa principale caractéristique est une longue queue avec le dessous des rectrices noir avec une large extrémité blanche.

## Alimentation
Cette espèce consomme surtout des chenilles y compris les urticantes.

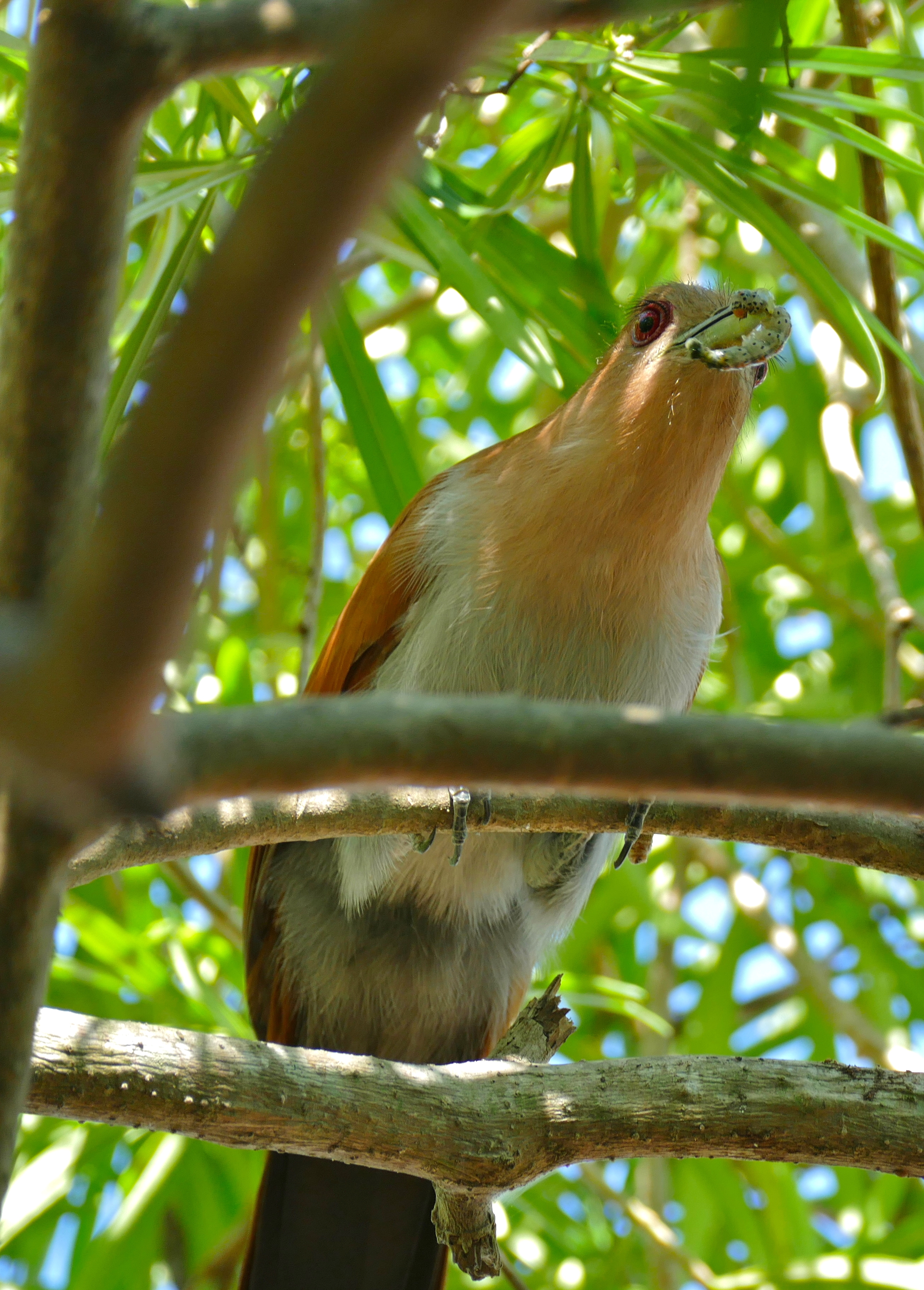
Mangeant une chenille
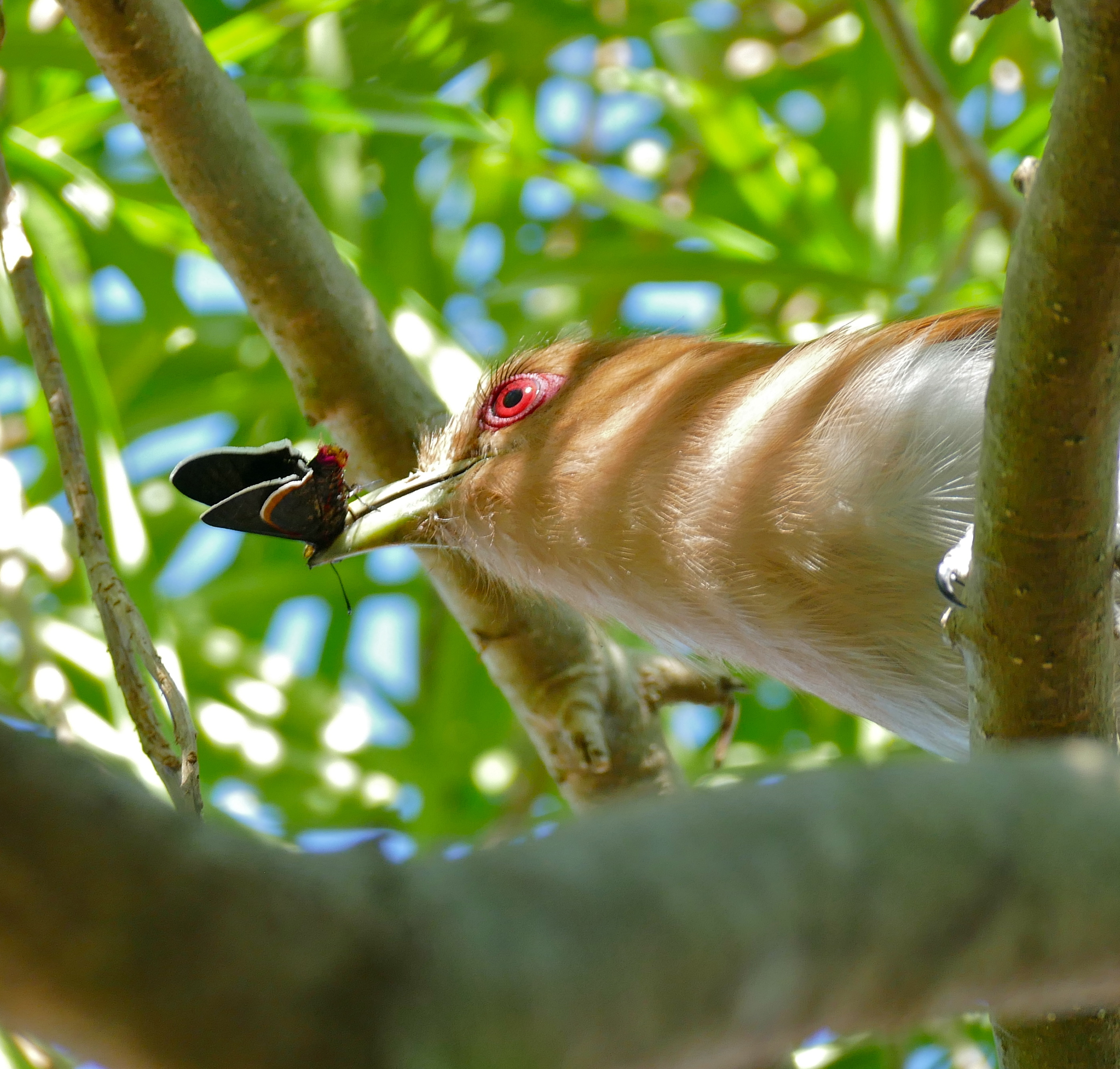
Mangeant un papillon

## Habitat
Cet oiseau fréquente les lisières forestières.

## Répartition et sous-espèces
Selon la classification de référence du Congrès ornithologique international (15.1, 2025) il se répartit en 14 sous-espèces (ordre phylogénique) :
- P. c. mexicana (Swainson, 1827) — ouest du Mexique ;
- P. c. thermophila (Sclater, 1860) — de l'est du Mexique au nord-ouest de la Colombie ;
- P. c. nigricrissa (Cabanis, 1862) — de l'ouest de la Colombie au nord-ouest du Pérou ;
- P. c. mehleri (Bonaparte, 1850) — nord-est de la Colombie et nord du Venezuela ;
- P. c. mesura (Cabanis & Heine, 1863) — de l'est de la Colombie au nord-est du Pérou ;
- P. c. circe (Bonaparte, 1850) — ouest du Venezuela ;
- P. c. cayana (Linné, 1766) — plateau des Guyanes ;
- P. c. insulana (Hellmayr, 1906) — Trinité ;
- P. c. obscura (Snethlage, 1908) — du rio Juruá au rio Tapajós, est du Pérou et nord de la Bolivie ;
- P. c. hellmayri (Pinto, 1938) — du rio Tapajó au delta de l'Amazone ;
- P. c. pallescens (Cabanis & Heine, 1863) — est du Brésil ;
- P. c. cabanisi (Allen, JA, 1893) — centre-sud du Brésil ;
- P. c. macroura (Gambel, 1849) — sud-est du Brésil, paraguay, Uruguay et nord-est de l'Argentine ;
- P. c. mogenseni (Peters, JL, 1926) — sud de la Bolivie et nord-ouest de l'Argentine.

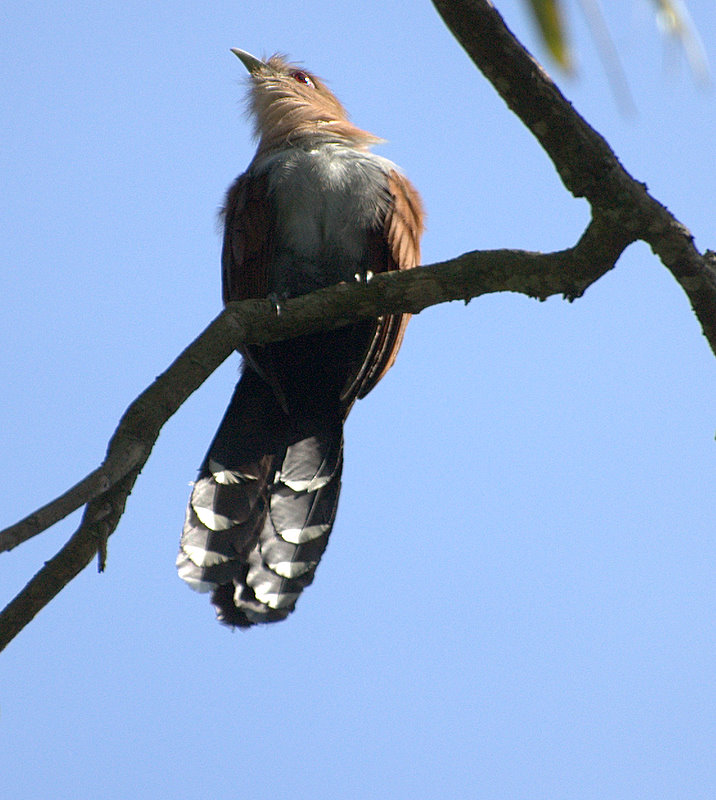
Piaye écureuil (Piaya cayana)